# آمون ريتر فون جريجوريش
آمون ريتر فون جريجوريش (1867 – 28 يونيو 1915) هو مبارز بالسيف مجري راحل، مثّل بلاده في الألعاب الأولمبية الصيفية 1900.

## روابط خارجية
آمون ريتر فون جريجوريش على موقع أوليمبيديا (الإنجليزية)